# 戈羅德日夫
50°7′40″N 23°46′28″E / 50.12778°N 23.77444°E
戈羅德日夫（烏克蘭語：Городжів），是烏克蘭西部的村莊，隸屬利維夫州的利維夫區。該村面積2.41平方公里，海拔高度229米，2001年人口1,054，人口密度每平方公里437.34人。